# Nico Pérez
Nico Pérez es una localidad uruguaya del departamento de Florida.

## Ubicación
La localidad se encuentra situada en la zona noreste del departamento de Florida, sobre la cuchilla Grande, junto al límite con el departamento de Lavalleja, formando con Batlle y Ordóñez (en el departamento de Lavalleja) un solo núcleo poblacional separado por un puente situado en el límite entre ambos departamentos.

## Historia

### Fundación
El 25 de junio de 1883 fue fundado el pueblo de Nico Pérez bajo la presidencia de Máximo Santos. Desde fines del siglo XIX, Nico Pérez era el punto de reunión de las tropas del caudillo blanco Aparicio Saravia, muerto en 1904.
El primer nombre que recibió la localidad fue el de San Nicolás, nombre de Nicolás Pérez (Nico Pérez), faenero de la época colonial. Hasta 1907 este nombre era compartido con el sector ubicado al este de las vías de ferrocarril, que posteriormente pasó a denominarse Batlle y Ordóñez.

### El ferrocarril
Las vías de la empresa inglesa Ferrocarril Central del Uruguay llegaron al pueblo en 1891. A partir de 1912, el punto se convirtió en un importante empalme ferroviario donde se armaban y desarmaban los trenes desde y hacia los ramales a Melo y Treinta y Tres (y posteriormente Río Branco). La compañía construyó allí una importante infraestructura (dentro de ella, una gran remesa o galpón de máquinas), hoy propiedad de AFE.

### Pacto de Nico Pérez
José Batlle y Ordóñez comenzó su primer periodo presidencial el 1 de marzo de 1903 e hizo frente a la disconformidad por la concesión de las Jefaturas Políticas que les correspondían a los blancos suscribiendo el  22 de marzo de 1903 el Pacto de Nico Pérez  pero esto no trajo la paz porque también hubo negociaciones verbales que facilitaron las diferentes interpretaciones de cada bando.
Para los caudillos blancos, la negociación verbal aseguraba que el presidente Batlle y Ordóñez no movería tropas militares hacia ninguno de los departamentos con jefatura política blanca pero el presidente Batlle interpretaba su compromiso como la no intervención electoral.
Esta diferente interpretación está en el inicio de la Revolución de 1904. El gobierno envió tropas al departamento de Rivera y Aparicio Saravia consideró que ese envío de tropas violaba el pacto de Nico Pérez e inició la lucha que duró ocho meses y que finalizó en septiembre de 1904 con la muerte del caudillo blanco.

### Cambio de nombre
En 1907 Nico Pérez cambió su nombre por el de Batlle y Ordóñez en homenaje al presidente Batlle.  Este cambio de nombre no fue aceptado fácilmente por el Partido Blanco y en consecuencia, el cambio afectó al sector ubicado al este de las vías, en el departamento de Lavalleja; mientras que la Estación de Ferrocarril siguió llamándose Nico Pérez junto con el sector ubicado al oeste de las vías, en el departamento de Florida.

## Población
Según el censo del año 2023 la localidad contaba con una población de 1046 habitantes.
| 1149          | 743 | 958 | 580 | 890 | 1049 | 1030 | 1046 |
| (Fuente: INE) |     |     |     |     |      |      |      |